# Suchoj Su-17
Suchoj Su-17, förkortat Su-17 (NATO-rapporteringsnamn: Fitter), är ett attackflygplan som var utvecklat av Sovjetunionen under det kalla kriget.

## Historia
Under det tidiga 1960-talet började Sovjetunionen söka ett nytt attackplan som kunde ersätta de äldre Suchoj Su-7. Uppdraget gick återigen till den ryska flygtillverkaren Suchoj. Istället för att utveckla ett helt nytt flygplan, utgick Suchoj från Su-7, men de yttre vingarna gjordes vridbara, så kallad variabel vinggeometri. Det nya planet kom att få en mycket lägre landningshastighet än vad tidigare hade varit möjligt. Även flygkroppen modifierades kraftigt, vilket gav mer utrymme för bränsle och ny elektronik. 
Den första testflygningen genomfördes i juli 1969 och 1970 sattes de första planen i tjänst.
Ryssland pensionerade sina sista Su-17 år 1998 men ca 500 exemplar fortsätter flyga i andra länder som Angola, Irak, Jemen, Libyen, Peru, Polen, Syrien, Uzbekistan och Vietnam under beteckningen Su-20/22.

## Varianter
Exempel på varianter:
- Su-7IG (S-22I. NATO-namn: Fitter-B).
- Su-17 (S-32. NATO-namn: Fitter-C).
- Su-17UM (S-52U. NATO-namn: Fitter-E).
- Su-17M3 (S-52. NATO-namn: Fitter-H).
- Su-17UM (S-52UM).
- Su-17UM3 (S-52UM3. NATO-namn: Fitter-G).
- Su-22UM3K utvecklades av flygplanstillverkaren Suchoj i Sovjetunionen mellan 1978 och 1982. Den är avsedd för både träning och strid. Su-22UM3K har en motor av typen Saturn AL-21F-3.
- S-32M2.
- S-52UM3.

## Bilder

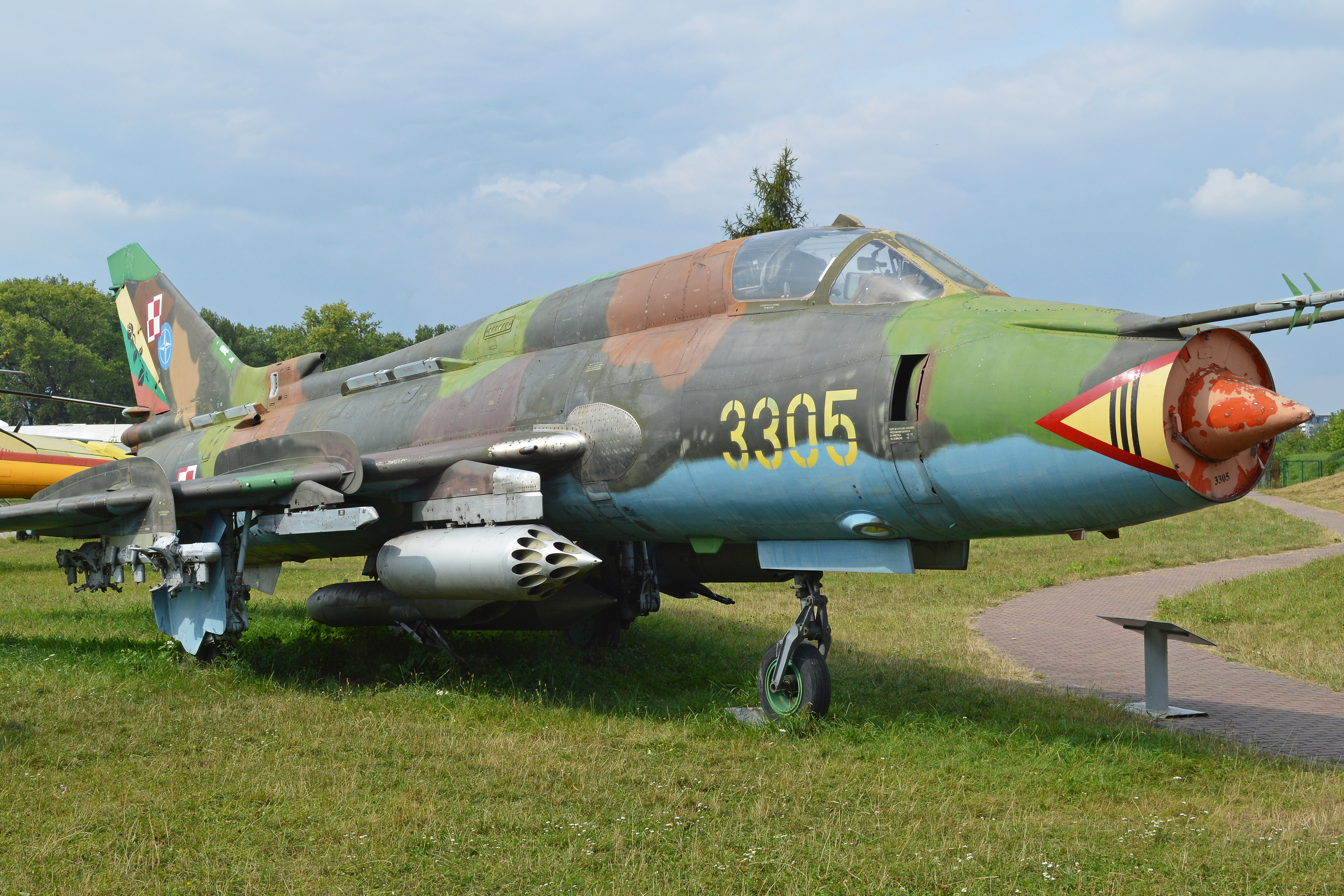
Su-22M.
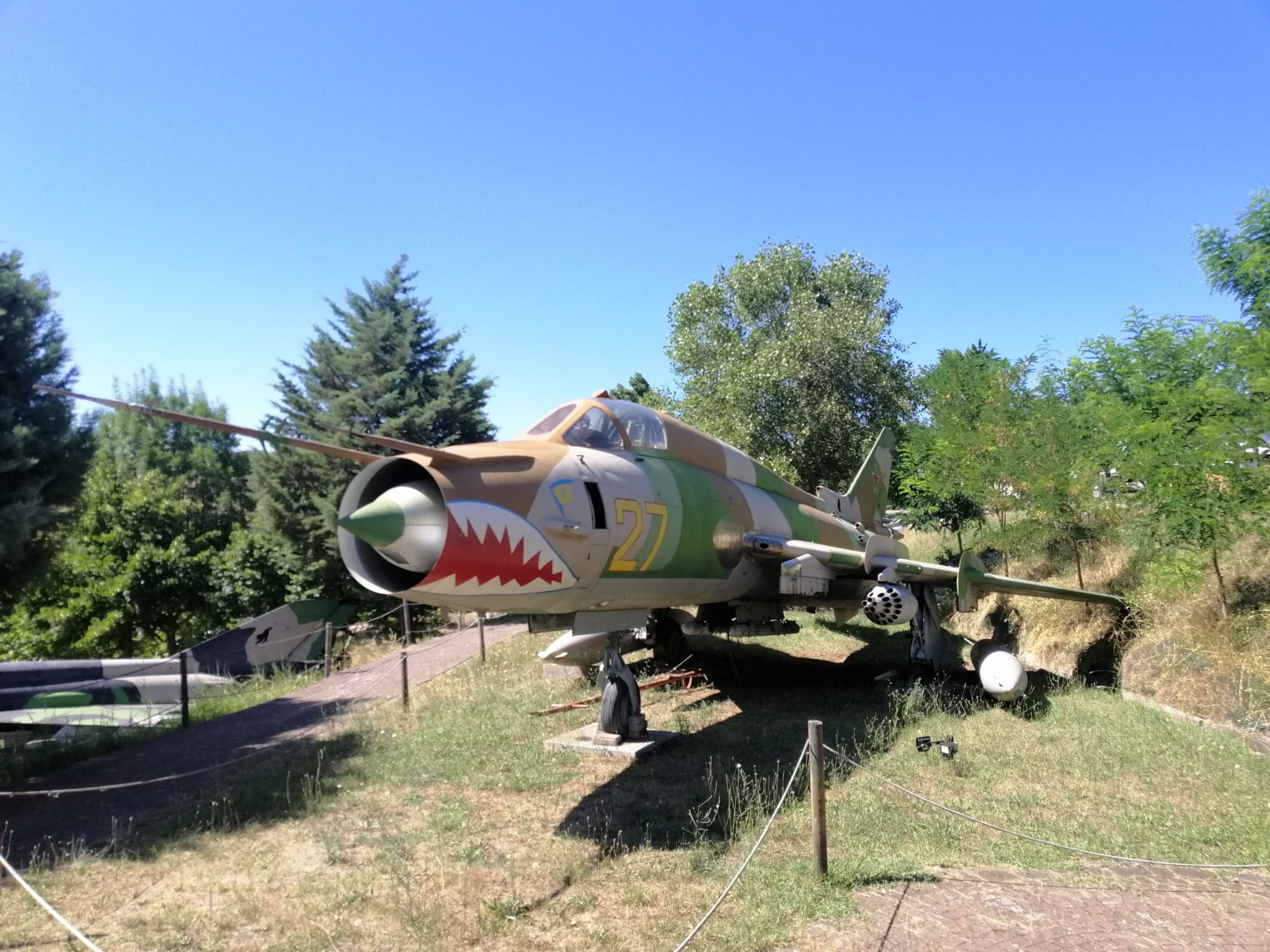
Su-17M4.
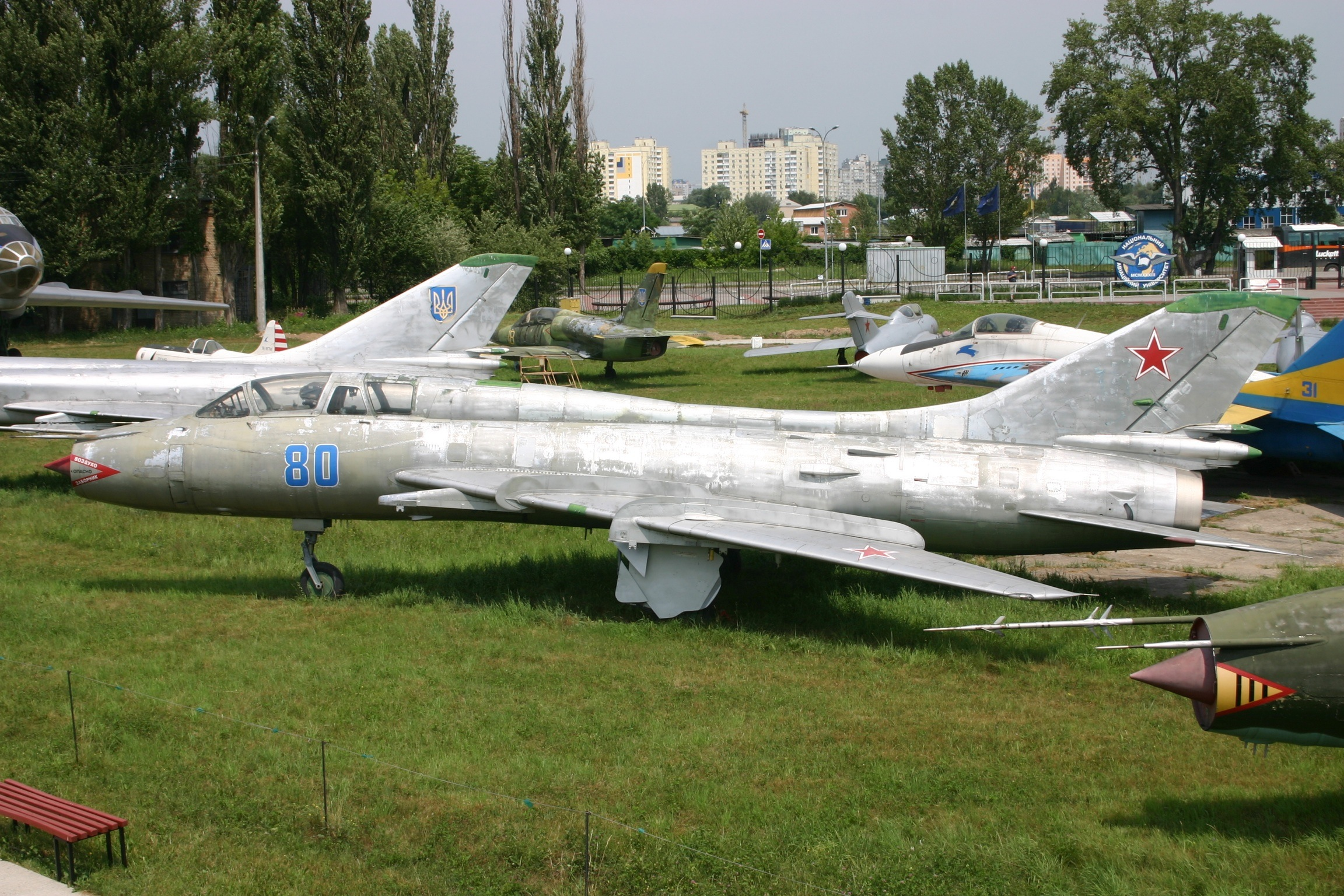
Su-17UM3.
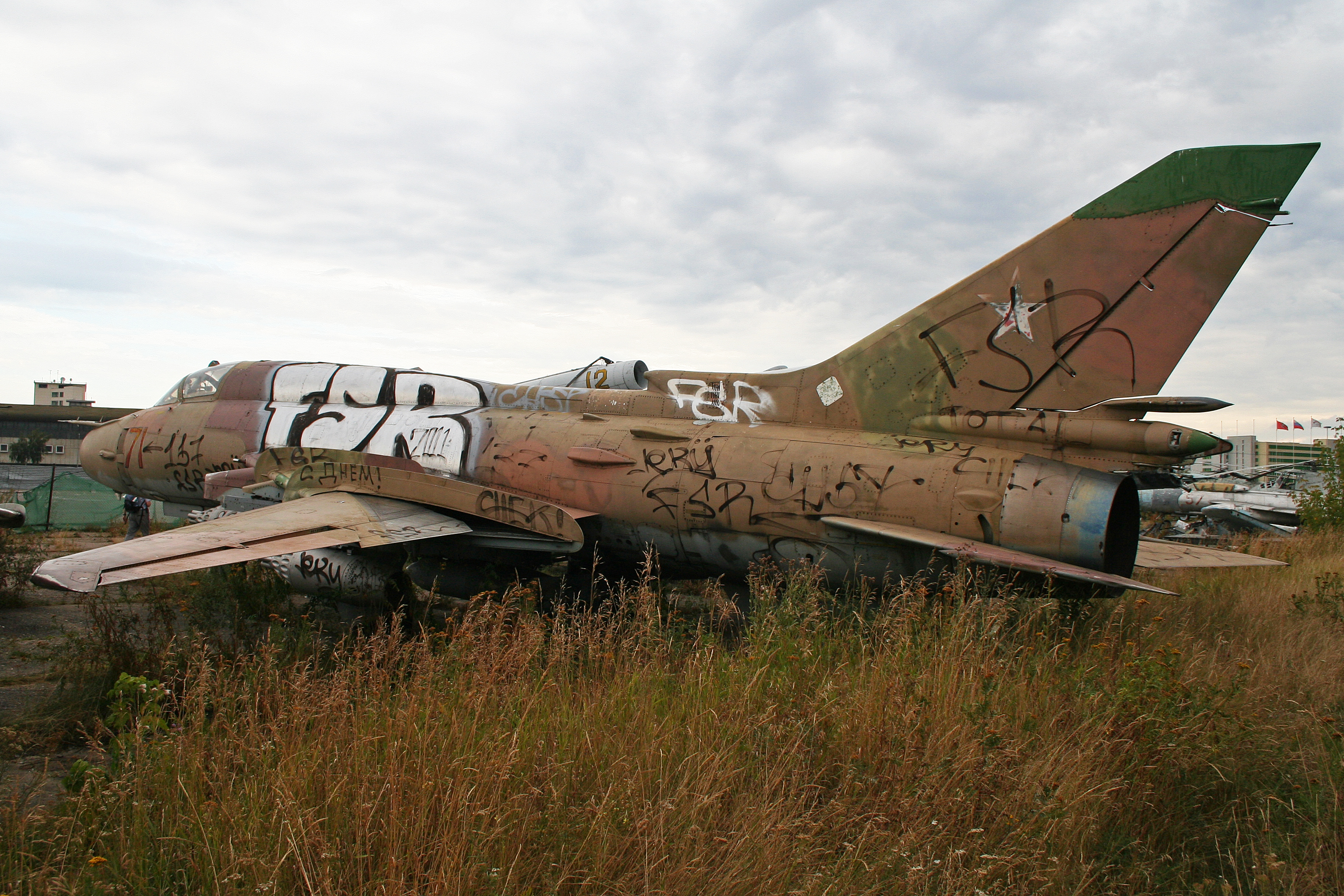
Su-17UM4.
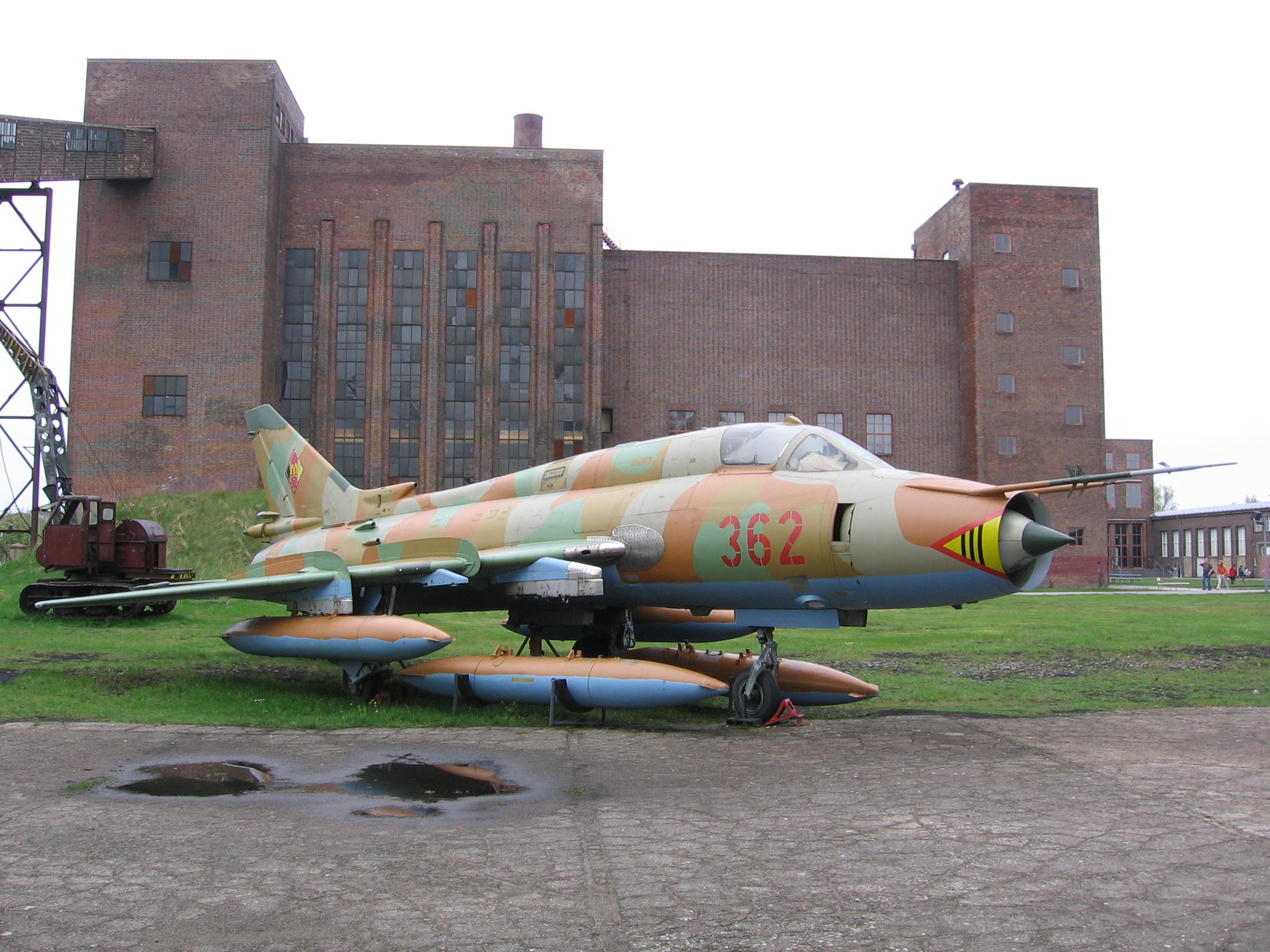
En östtysk Su-22M4.
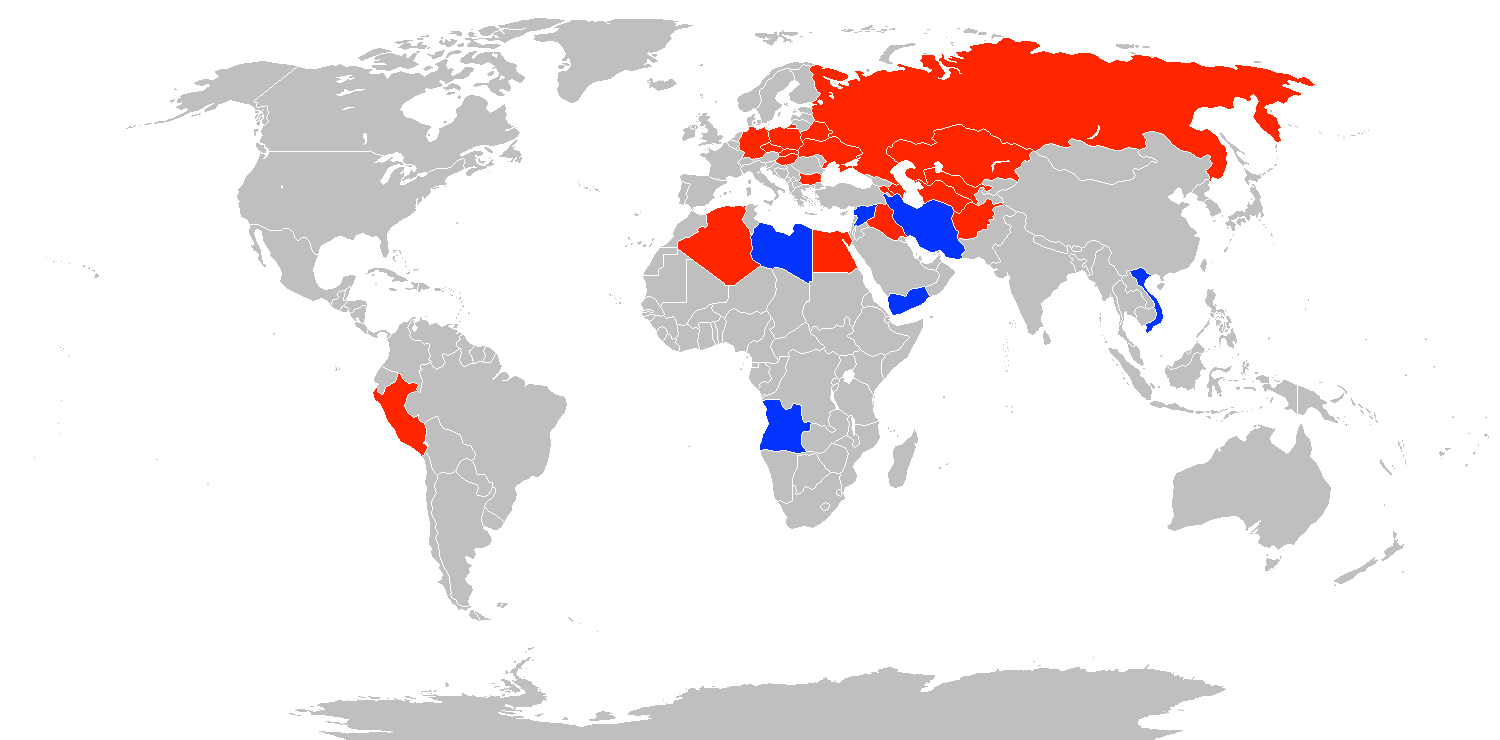
Karta över länder som använder eller använt Su-17. Före detta användare i rött och nuvarande användare i blått.